# たけしお (潜水艦)
たけしお（ローマ字：JS Takeshio, SS-580）は、海上自衛隊の潜水艦。ゆうしお型潜水艦の8番艦。雄大に流れる潮の意の雄潮に由来する。

## 艦歴
「たけしお」は、中期業務見積りに基づく昭和58年度計画2,200トン型潜水艦8095号艦として、川崎重工業神戸工場で1984年4月3日に起工され、1986年2月19日に進水、1987年3月3日に就役し、第2潜水隊群第4潜水隊に編入され横須賀に配備された。
1988年6月から環太平洋合同演習（RIMPAC'88）に参加し、日本の潜水艦として初めてとなるハープーン対艦ミサイルの水中発射を実施する。
1994年5月9日、横須賀出港し、護衛艦「くらま」等とともにRIMPAC'94に参加。
2005年3月9日、除籍。